# رود زنگمار
رود زنگبار رودی در شهرستان‌های ماکو و شوط، استان آذربایجان غربی، ایران است. این رود از کوه‌های زاگرس در بالای ماکو در طول مرز ایران و ترکیه سرچشمه می‌گیرد و به جنوب و شرق جاری می‌شود و در نهایت در پلدشت به ارس می‌ریزد.